# 草島華穂
草島 華穂（くさじま かほ、1997年7月29日 - ）は、日本の元女子バレーボール選手である。

## 来歴
富山県黒部市出身。先生が監督をしていて誘われたのがきっかけで小学3年生からバレーボールを始めた。
富山第一高等学校、富山大学を経て、2019-20シーズン、V.LEAGUE DIVISION2 WOMEN（V2女子）に所属するプレステージ・インターナショナルアランマーレ（アランマーレ山形）の内定選手となった。
2020年、大学卒業後に、プレステージ・インターナショナルアランマーレに入団した。入団1シーズン目となる2020-21にV2女子の試合に出場し、Vリーグデビューを果たした。
2022-23シーズン、チームは、V2女子優勝とV1昇格を果たした。
2023-24シーズン、V1女子の試合に出場し、V1デビューを果たした。
2025年5月、現役引退が発表された。6月30日に引退選手として公示。

## 所属チーム
- 富山第一高等学校（2013-2016年）
- 富山大学（2016-2020年）

- プレステージ・インターナショナルアランマーレ/アランマーレ山形（2020-2025年）